# Kristine Bonnevie
Kristine Elisabeth Heuch Bonnevie (Trondheim, 8 oktober 1872 - Oslo, 30 augustus 1948) was een Noors bioloog en de eerste vrouwelijke hoogleraar in Noorwegen. Haar vakgebieden waren celbiologie, genetica en embryologie.

## Biografie
Bonnevie werd in 1872 geboren als vijfde van negen kinderen van Jacob Aall Bonnevie en Anne Johanne Daae. Het gezin verhuisde in 1886 naar Kristiania (Oslo), waar Bonnevie in 1892 haar schoolopleiding afrondde. Ze ging zoölogie studeren, maar wisselde later naar biologie. Ze studeerde een jaar in Zürich en een jaar in Würzburg en voltooide haar studie in Oslo in 1906, waarna ze nog een jaar in New York studeerde.
Bonnevie werd in 1912 als eerste vrouw in Noorwegen benoemd tot professor, aan de Universiteit van Oslo, en bekleedde deze positie tot in 1937. In 1911 werd ze als eerste vrouw toegelaten tot de Noorse academie van wetenschappen en in 1916 stichtte ze een instituut voor erfelijkheidsonderzoek. Ook richtte ze een vereniging van vrouwelijke academici op, die ze van 1922 tot 1925 leidde. Verder stichtte Bonnevie een studiehuis voor jonge vrouwen in 1916 en een studentenhuis in 1923.
Ze was lid en van 1908 tot 1918 bestuurslid van een conservatieve afsplitsing van de liberale partij Venstre. Voor deze partij was ze plaatsvervangend lid van de Storting, het Noorse parlement, in 1915 en van 1916 tot 1918.

## Onderscheidingen
Kristine Bonnevie ontving in 1920 een koninklijke onderscheiding (Kongens fortjenstmedalje). In 1946 werd ze onderscheiden in de Orde van Sint-Olaf. Eerder, in 1935 ontving ze een onderscheiding genoemd naar Fridtjof Nansen.
Er is een gebouw van de Universiteit van Oslo naar haar genoemd.
- Bibsys: 90221209
- Bibliothèque nationale de France: cb130128265 (data)
- Gemeinsame Normdatei: 116241993
- International Standard Name Identifier: 0000 0000 6666 8979
- Library of Congress Control Number: no2012144371
- Nederlandse Thesaurus van Auteursnamen: 338032266
- Réseau des bibliothèques de Suisse occidentale: 02-A012661776
- Système universitaire de documentation: 109392094
- Virtual International Authority File: 39739770
- WorldCat: E39PBJxmGvBDH4yM6Cw48qj3cP

1. ↑  http://www.begravdeioslo.no/maler/grav/grave_id/1640; Begravde i Oslo; geraadpleegd op: 29 oktober 2017.